# Stora Rudlok
Stora Rudlok är en sjö i Mora kommun i Dalarna och ingår i Dalälvens huvudavrinningsområde.